# Julius Meili
Julius Meili (Hinwil, 13 de Março de 1839 — Genebra, 26 de Setembro de 1907) foi um cônsul e numismata suíço-brasileiro. Deve-se a ele os primeiros estudos numismáticos no Brasil, e o desenvolvimento do "Método Numismatógrafo de Julius Meili" para retratar moedas com fidelidade sem o auxílio de uma máquina fotográfica.

## Vida
Meili completou seus estudos na cidade de Hinwil e foi designado cônsul da Suíça no Brasil em 1875. Morou em Salvador por 10 anos e depois se mudou para o Rio de Janeiro. Retornou à Suíça em 1892. Era casado com Nina Meili Schiffmann.

## Método Numismatógrafo de Julius Meili
Envolvia o uso de gesso para tirar uma cópia negativa da moeda, a partir desse molde usava-se para retirar um carimbo positivo, esse carimbo era retratado usando grafite.

### Livros

#### Publicados
- As medalhas referentes ao Império do Brasil (1822 a 1889). Publicada em 1890.
- As moedas do Império do Brasil (1822 a 1889). Publicada em 1890.
- Moedas Portuguesas: variedades e alguns exemplares inéditos. Publicada em 1890.
- O meio circulante no Brasil: Volume I, As moedas da Colônia do Brasil (1645 a 1822). Publicado em 1897.
- O meio circulante no Brasil: Volume II, As moedas do Brasil Independente (1822 a 1900). Publicado em 1905.
- O meio circulante no Brasil: Volume III, A moeda fiduciária no Brasil (1771 a 1900). Publicado em 1903.
- Os trabalhos do gravador Hans Frei da Basileia, 1894 a 1906. Publicado em 1906.

#### Inacabados
- Obra inacabada sobre moedas colonias brasileiras. Impressão para revisão do autor em 1907.
- Obra inacabada sobre medalhas e condecorações brasileiras.  Impressão para revisão do autor em 1907.

### Artigos
- Meia Dobra de D. José carimbada para circular nas Bermudas. Monthly Numismatic Circular, Agosto de 1899.
- Contos para contar. O Arqueólogo Português, Fevereiro de 1900.
- Numismática Indo-portuguesa. Revue Belge de Numismatique, Agosto de 1902.
- Moedas portuguesas de ouro carimbadas ou cravejadas nas Índias Ocidentais e no continente americano. O Arqueólogo Português, Outubro/Novembro de 1902.